# ユーチューバー (小説)
『ユーチューバー』は村上龍の小説。2023年（令和5年）3月30日、幻冬舎より刊行された。のちに文庫化。
長編小説と銘打ってあるが、実質的には連作短編小説の体を成している。

## あらすじ

### ユーチューバー
- 書き下ろし

70歳になった著名な作家矢﨑健介は、自称「世界一モテない男」に依頼され、YouTubeにて自身の女性遍歴を語る動画を撮影することになる。
撮影当日、矢﨑はカメラに向かって語り掛けながら、過去を回想していた。

### ホテル・サブスクリプション
- 初出：文學界(2021年2月号)[2]

お茶会社の創業者の子孫である「わたし」は都内の高層ホテルの最上階のプールで、著名な作家矢﨑健介に出会う。「わたし」は自分のことを世界一モテない男だと紹介する。三か月後、ホテル内で矢﨑と邂逅した「わたし」は、矢﨑に誘われ彼が泊っているホテルのVIPルームへ向かい、興味深い話を聞く。

### ディスカバリー
- 初出：新潮(2021年9月号)[3]

「わたし」は金融関係に勤めている女性で、毎晩矢﨑とホテルで会っている。彼女はホテルで矢﨑と色々な映画やディスカバリーチャンネルを観て、語り合う。「わたし」はまた、死者の写真に不思議な興味を持っていた。

### ユーチューブ
- 初出：文藝(2022年秋季号)[4]

矢﨑健介は「彼女」が寝静まった後、独りYouTubeを観る。昔のテレビ番組やミュージックビデオ、ライブ映像など。ある晩、矢﨑に対し「わたしはユーチューバーになる」と主張する世界一モテない男に出会う。

## 解説
本書には著者村上龍を模した矢﨑健介という人物が登場する。物語は著者自身の自伝的なものだとする評価も多かったが、村上龍によれば、「そう受け取っている人は、作家に騙されているんです」とインタビューで語っている。また「ただし、嘘99％のシークエンスでも、本当のことが1％ほど含まれていたりします」とも言っている。
本書に登場するエピソードは、『村上龍映画小説集』に通ずるものが多い。